# Ade (divinità)
Ade (in greco antico: Ἅιδης?, Hádēs) è un personaggio della mitologia greca, una divinità figlia di Crono e Rea.
Dio dell'Ade, delle ombre e dei morti, è conosciuto anche come Ἀξιόκερσος Axiòkersos poiché coniuge di Persefone, soprannominata infatti Ἀξιόκερσα Axiòkersa, e Καταχθόνιος Katachthònios ossia "Sotterraneo".
Nella mitologia romana la sua figura corrisponde a quella di Plutone, mentre nella mitologia etrusca è equiparabile ad Aita.

## Etimologia
L'etimologia del nome è controversa: già in antico lo si faceva derivare da un ἀ- privativo e dalla radice ἰδ- «vedere»: Ade sarebbe dunque l'«oscuro», o l'«invisibile».

## Genealogia
Secondo Esiodo, Ade è figlio di Crono e Rea, e quindi fratello di Estia, Demetra, Era, Poseidone e Zeus. 
Sposo di Persefone, in ambito orfico, dove sovente Ade e Zeus erano sincretizzati tra loro gli si attribuisce la paternità di Zagreo e di Melinoe. 
Secondo la Suda (un testo tardo-bizantino del X-XI secolo), avrebbe avuto una figlia di nome Macaria, dea della buona morte.

### Genealogia (Esiodo)
|                   |                   |                   |                   |                   |                   |      |      |      |      |      |      |  |  |        |        |        |        |          |        |   |   |          |          |          |          |          |          |  |  |           |           |           |           |           |           |  |  |     |     |     |     |     |     |  |  |         |         |         |         |         |         |  |  |       |       |       |       |       |       |
|                   |                   |                   |                   |                   |                   |      |      |      |      |      |      |  |  |        |        |        |        |          |        |   |   | Urano    | Urano    | Urano    | Urano    | Urano    | Urano    |  |  | Gea       | Gea       | Gea       | Gea       | Gea       | Gea       |  |  |     |     |     |     |     |     |  |  |         |         |         |         |         |         |  |  |       |       |       |       |       |       |
|                   |                   |                   |                   |                   |                   |      |      |      |      |      |      |  |  |        |        |        |        |          |        |   |   | Urano    | Urano    | Urano    | Urano    | Urano    | Urano    |  |  | Gea       | Gea       | Gea       | Gea       | Gea       | Gea       |  |  |     |     |     |     |     |     |  |  |         |         |         |         |         |         |  |  |       |       |       |       |       |       |
|                   |                   |                   |                   |                   |                   |      |      |      |      |      |      |  |  |        |        |        |        |          |        |   |   |          |          |          |          |          |          |  |  |           |           |           |           |           |           |  |  |     |     |     |     |     |     |  |  |         |         |         |         |         |         |  |  |       |       |       |       |       |       |
|                   |                   |                   |                   |                   |                   |      |      |      |      |      |      |  |  |        |        |        |        |          |        |   |   |          |          |          |          |          |          |  |  |           |           |           |           |           |           |  |  |     |     |     |     |     |     |  |  |         |         |         |         |         |         |  |  |       |       |       |       |       |       |
| Genitali di Urano | Genitali di Urano | Genitali di Urano | Genitali di Urano | Genitali di Urano | Genitali di Urano |      |      |      |      |      |      |  |  |        |        |        |        |          |        |   |   | Crono    | Crono    | Crono    | Crono    | Crono    | Crono    |  |  | Rea       | Rea       | Rea       | Rea       | Rea       | Rea       |  |  |     |     |     |     |     |     |  |  |         |         |         |         |         |         |  |  |       |       |       |       |       |       |
| Genitali di Urano | Genitali di Urano | Genitali di Urano | Genitali di Urano | Genitali di Urano | Genitali di Urano |      |      |      |      |      |      |  |  |        |        |        |        |          |        |   |   | Crono    | Crono    | Crono    | Crono    | Crono    | Crono    |  |  | Rea       | Rea       | Rea       | Rea       | Rea       | Rea       |  |  |     |     |     |     |     |     |  |  |         |         |         |         |         |         |  |  |       |       |       |       |       |       |
|                   |                   |                   |                   |                   |                   |      |      |      |      |      |      |  |  |        |        |        |        |          |        |   |   |          |          |          |          |          |          |  |  |           |           |           |           |           |           |  |  |     |     |     |     |     |     |  |  |         |         |         |         |         |         |  |  |       |       |       |       |       |       |
|                   |                   |                   |                   |                   |                   |      |      |      |      |      |      |  |  |        |        |        |        |          |        |   |   |          |          |          |          |          |          |  |  |           |           |           |           |           |           |  |  |     |     |     |     |     |     |  |  |         |         |         |         |         |         |  |  |       |       |       |       |       |       |
|                   |                   |                   |                   |                   |                   | Zeus | Zeus | Zeus | Zeus | Zeus | Zeus |  |  |        |        |        |        |          |        |   |   | Era      | Era      | Era      | Era      | Era      | Era      |  |  | Poseidone | Poseidone | Poseidone | Poseidone | Poseidone | Poseidone |  |  | Ade | Ade | Ade | Ade | Ade | Ade |  |  | Demetra | Demetra | Demetra | Demetra | Demetra | Demetra |  |  | Estia | Estia | Estia | Estia | Estia | Estia |
|                   |                   |                   |                   |                   |                   | Zeus | Zeus | Zeus | Zeus | Zeus | Zeus |  |  |        |        |        |        |          |        |   |   | Era      | Era      | Era      | Era      | Era      | Era      |  |  | Poseidone | Poseidone | Poseidone | Poseidone | Poseidone | Poseidone |  |  | Ade | Ade | Ade | Ade | Ade | Ade |  |  | Demetra | Demetra | Demetra | Demetra | Demetra | Demetra |  |  | Estia | Estia | Estia | Estia | Estia | Estia |
|                   |                   |                   |                   |                   |                   |      |      |      |      |      |      |  |  |        |        |        |        |          |        |   |   |          |          |          |          |          |          |  |  |           |           |           |           |           |           |  |  |     |     |     |     |     |     |  |  |         |         |         |         |         |         |  |  |       |       |       |       |       |       |
|                   |                   |                   |                   |                   |                   |      |      |      |      |      |      |  |  |        |        |        |        |          |        |   |   |          |          |          |          |          |          |  |  |           |           |           |           |           |           |  |  |     |     |     |     |     |     |  |  |         |         |         |         |         |         |  |  |       |       |       |       |       |       |
|                   |                   |                   |                   |                   |                   |      |      |      |      |      |      |  |  |        |        |        |        |          |        | a |   |          |          |          |          |          |          |  |  |           |           |           |           |           |           |  |  |     |     |     |     |     |     |  |  |         |         |         |         |         |         |  |  |       |       |       |       |       |       |
|                   |                   |                   |                   |                   |                   |      |      |      |      |      |      |  |  |        |        |        |        |          |        |   |   |          |          | b        |          |          |          |  |  |           |           |           |           |           |           |  |  |     |     |     |     |     |     |  |  |         |         |         |         |         |         |  |  |       |       |       |       |       |       |
|                   |                   |                   |                   |                   |                   |      |      |      |      |      |      |  |  |        |        |        |        |          |        |   |   |          |          |          |          |          |          |  |  |           |           |           |           |           |           |  |  |     |     |     |     |     |     |  |  |         |         |         |         |         |         |  |  |       |       |       |       |       |       |
|                   |                   |                   |                   |                   |                   |      |      |      |      |      |      |  |  | Ares   | Ares   | Ares   | Ares   | Ares     | Ares   |   |   | Efesto   | Efesto   | Efesto   | Efesto   | Efesto   | Efesto   |  |  |           |           |           |           |           |           |  |  |     |     |     |     |     |     |  |  |         |         |         |         |         |         |  |  |       |       |       |       |       |       |
|                   |                   |                   |                   |                   |                   |      |      |      |      |      |      |  |  | Ares   | Ares   | Ares   | Ares   | Ares     | Ares   |   |   | Efesto   | Efesto   | Efesto   | Efesto   | Efesto   | Efesto   |  |  | Meti      |           |           |           |           |           |  |  |     |     |     |     |     |     |  |  |         |         |         |         |         |         |  |  |       |       |       |       |       |       |
|                   |                   |                   |                   |                   |                   |      |      |      |      |      |      |  |  |        |        |        |        |          |        |   |   |          |          |          |          |          |          |  |  |           |           |           |           |           |           |  |  |     |     |     |     |     |     |  |  |         |         |         |         |         |         |  |  |       |       |       |       |       |       |
|                   |                   |                   |                   |                   |                   |      |      |      |      |      |      |  |  |        |        |        |        | Atena    |        |   |   |          |          |          |          |          |          |  |  |           |           |           |           |           |           |  |  |     |     |     |     |     |     |  |  |         |         |         |         |         |         |  |  |       |       |       |       |       |       |
|                   |                   |                   |                   |                   |                   |      |      |      |      |      |      |  |  |        |        |        |        |          |        |   |   |          |          |          |          |          |          |  |  | Latona    |           |           |           |           |           |  |  |     |     |     |     |     |     |  |  |         |         |         |         |         |         |  |  |       |       |       |       |       |       |
|                   |                   |                   |                   |                   |                   |      |      |      |      |      |      |  |  |        |        |        |        |          |        |   |   |          |          |          |          |          |          |  |  |           |           |           |           |           |           |  |  |     |     |     |     |     |     |  |  |         |         |         |         |         |         |  |  |       |       |       |       |       |       |
|                   |                   |                   |                   |                   |                   |      |      |      |      |      |      |  |  |        |        |        |        |          |        |   |   |          |          |          |          |          |          |  |  |           |           |           |           |           |           |  |  |     |     |     |     |     |     |  |  |         |         |         |         |         |         |  |  |       |       |       |       |       |       |
|                   |                   |                   |                   |                   |                   |      |      |      |      |      |      |  |  |        |        |        |        |          |        |   |   |          |          |          |          |          |          |  |  |           |           |           |           |           |           |  |  |     |     |     |     |     |     |  |  |         |         |         |         |         |         |  |  |       |       |       |       |       |       |
|                   |                   |                   |                   |                   |                   |      |      |      |      |      |      |  |  | Apollo | Apollo | Apollo | Apollo | Apollo   | Apollo |   |   | Artemide | Artemide | Artemide | Artemide | Artemide | Artemide |  |  |           |           |           |           |           |           |  |  |     |     |     |     |     |     |  |  |         |         |         |         |         |         |  |  |       |       |       |       |       |       |
|                   |                   |                   |                   |                   |                   |      |      |      |      |      |      |  |  | Apollo | Apollo | Apollo | Apollo | Apollo   | Apollo |   |   | Artemide | Artemide | Artemide | Artemide | Artemide | Artemide |  |  | Maia      |           |           |           |           |           |  |  |     |     |     |     |     |     |  |  |         |         |         |         |         |         |  |  |       |       |       |       |       |       |
|                   |                   |                   |                   |                   |                   |      |      |      |      |      |      |  |  |        |        |        |        |          |        |   |   |          |          |          |          |          |          |  |  |           |           |           |           |           |           |  |  |     |     |     |     |     |     |  |  |         |         |         |         |         |         |  |  |       |       |       |       |       |       |
|                   |                   |                   |                   |                   |                   |      |      |      |      |      |      |  |  |        |        |        |        | Ermes    |        |   |   |          |          |          |          |          |          |  |  |           |           |           |           |           |           |  |  |     |     |     |     |     |     |  |  |         |         |         |         |         |         |  |  |       |       |       |       |       |       |
|                   |                   |                   |                   |                   |                   |      |      |      |      |      |      |  |  |        |        |        |        |          |        |   |   |          |          |          |          |          |          |  |  | Semele    |           |           |           |           |           |  |  |     |     |     |     |     |     |  |  |         |         |         |         |         |         |  |  |       |       |       |       |       |       |
|                   |                   |                   |                   |                   |                   |      |      |      |      |      |      |  |  |        |        |        |        |          |        |   |   |          |          |          |          |          |          |  |  |           |           |           |           |           |           |  |  |     |     |     |     |     |     |  |  |         |         |         |         |         |         |  |  |       |       |       |       |       |       |
|                   |                   |                   |                   |                   |                   |      |      |      |      |      |      |  |  |        |        |        |        | Dioniso  |        |   |   |          |          |          |          |          |          |  |  |           |           |           |           |           |           |  |  |     |     |     |     |     |     |  |  |         |         |         |         |         |         |  |  |       |       |       |       |       |       |
|                   |                   |                   |                   |                   |                   |      |      |      |      |      |      |  |  |        |        |        |        |          |        |   |   |          |          |          |          |          |          |  |  | Dione     |           |           |           |           |           |  |  |     |     |     |     |     |     |  |  |         |         |         |         |         |         |  |  |       |       |       |       |       |       |
|                   |                   |                   |                   |                   |                   |      |      |      |      |      |      |  |  |        |        |        |        |          |        |   |   |          |          |          |          |          |          |  |  |           |           |           |           |           |           |  |  |     |     |     |     |     |     |  |  |         |         |         |         |         |         |  |  |       |       |       |       |       |       |
| a                 | a                 | a                 | a                 | a                 | a                 |      |      |      |      |      |      |  |  |        |        |        |        |          |        | b | b | b        | b        | b        | b        |          |          |  |  |           |           |           |           |           |           |  |  |     |     |     |     |     |     |  |  |         |         |         |         |         |         |  |  |       |       |       |       |       |       |
| a                 | a                 | a                 | a                 | a                 | a                 |      |      |      |      |      |      |  |  |        |        |        |        |          |        | b | b | b        | b        | b        | b        |          |          |  |  |           |           |           |           |           |           |  |  |     |     |     |     |     |     |  |  |         |         |         |         |         |         |  |  |       |       |       |       |       |       |
|                   |                   |                   |                   |                   |                   |      |      |      |      |      |      |  |  |        |        |        |        |          |        |   |   |          |          |          |          |          |          |  |  |           |           |           |           |           |           |  |  |     |     |     |     |     |     |  |  |         |         |         |         |         |         |  |  |       |       |       |       |       |       |
|                   |                   |                   |                   |                   |                   |      |      |      |      |      |      |  |  |        |        |        |        | Afrodite |        |   |   |          |          |          |          |          |          |  |  |           |           |           |           |           |           |  |  |     |     |     |     |     |     |  |  |         |         |         |         |         |         |  |  |       |       |       |       |       |       |

## Mitologia
Appena nato, Ade fu brutalmente ingoiato dal padre. I suoi fratelli seguirono la stessa sorte con eccezione dell'ultimogenito Zeus, salvato dalla madre Rea, dopo anni grazie al quale il padre rigurgitò i figli.

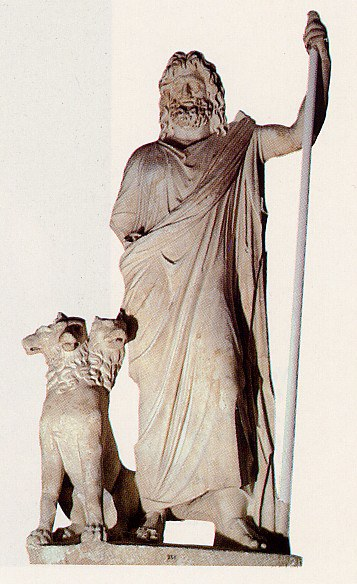
Ade e Cerbero, il cane con tre teste

Ade partecipò alla Titanomachia, nell'occasione in cui i Ciclopi gli fabbricarono la kunée, o elmo dell'oscurità, un magnifico elmo magico in pelle d'animale che gli permette di diventare invisibile: si poté introdurre così segretamente nella dimora di Crono rubandogli le armi e, mentre Poseidone minacciava il padre col tridente, Zeus lo colpì con la folgore.
In seguito, ricevette la sovranità del mondo sotterraneo e degli Inferi, quando l'universo fu diviso con i suoi due fratelli Zeus e Poseidone, che ottennero rispettivamente il regno del cielo e del mare.
Viene annoverato saltuariamente fra le divinità olimpiche, nonostante questo sia contrario alla tradizione canonica; Ade è d'altra parte poco presente nella mitologia, nonostante sia uno degli dei più potenti, essendo essenzialmente legato ai racconti legati agli eroi: Orfeo, Teseo, Piritoo ed Eracle sono fra i pochi mortali ad averlo incontrato. Inoltre la tradizione lo vuole riluttante ad abbandonare il mondo dell'Aldilà: le uniche due eccezioni si ricordano per il rapimento di Persefone e per ricevere alcune cure dopo essere stato ferito da una freccia di Eracle.
La leggenda lo vuole padrone delle greggi solari, al pascolo sull’isola Erizia, la cosiddetta isola rossa, dove il Sole muore quotidianamente. Il pastore era chiamato Menete.
Tuttavia in queste storie è chiamato Crono, o Gerione.

### Persefone regina degli inferi
Ade, innamorato di Persefone, la rapì mentre stava raccogliendo un asfodelo, il fiore simbolo degli Inferi. Il rapimento, secondo alcuni, avvenne ai piedi del monte Etna. Sua madre, Demetra, dea del grano e dell'agricoltura (nonché del ciclo delle stagioni), disperata per la scomparsa della figlia, la cercò per nove giorni arrivando fino alle regioni più remote: il decimo giorno, con l'aiuto di Ecate e Helios, seppe che il rapitore era il dio degli Inferi. Adirata, Demetra abbandonò l'Olimpo e scatenò una tremenda carestia in tutta la Terra, affinché questa non offrisse più i suoi frutti ai mortali e agli dèi. Zeus tentò allora di riconciliare Ade e Demetra, per evitare la fine del genere umano: inviò il messaggero Ermes al fratello, ordinandogli di restituire Persefone, a patto che ella non si fosse cibata del cibo dei Morti.
Ade non si oppose all'ordine ma, poiché Persefone era effettivamente digiuna dal ratto, la invitò a mangiare prima di tornare dalla madre: le offrì così un melograno, frutto proveniente dagli Inferi, in dono. In procinto di mettersi sulla via di Eleusi, uno dei giardinieri di Ade, Ascalafo, la vide mangiare pochi grani del melograno: in questo modo si compì dunque il tranello ordito da Ade, affinché Persefone restasse con lui negli Inferi. Allora si scatenò nuovamente l'ira di Demetra, Zeus propose un nuovo accordo, per cui, dato che Persefone non aveva mangiato un frutto intero sarebbe rimasta nell'oltretomba solamente per un numero di mesi equivalente al numero di semi da lei mangiati, potendo così trascorrere con la madre il resto dell'anno; avrebbe trascorso così sei mesi con il marito negli Inferi, e sei mesi con la madre sulla Terra. La proposta fu accettata da entrambi, e da quel momento si associano la primavera e l'estate ai mesi che Persefone trascorre in terra dando gioia alla madre, e l'autunno e l'inverno ai mesi che passava negli Inferi, durante i quali la madre si strugge per la figlia.

### Menta e Leuce
Secondo Ovidio e Strabone, Ade tentò di approfittarsi della ninfa Menta. Persefone, gelosa del marito, si dispiacque dell'unione e si infuriò quando Menta proferì contro di lei minacce spaventose e sottilmente allusive alle proprie arti erotiche molto sviluppate. Persefone, sdegnata, la fece a pezzi: Ade le consentì di trasformarsi in erba profumata, la menta, ma Demetra la condannò alla sterilità, impedendole di produrre frutti.
Ade aveva un tempio ai piedi del monte Mente in Elide.
Leuce, un'altra ninfa figlia di Oceano, che si vantò di essere un'amante più degna per Ade e trasformata da Persefone in pioppo bianco presso la fontana della Memoria. Secondo un'altra versione, Leuce fu la prima compagna di Ade, e venne da lui trasformata in un pioppo per lenire il dolore quando morì. 

### Cocchio
Lo spaventoso cocchio di Ade era fatto muovere da quattro cavalli neri: Aetone, Meteo, Nonio e Abaste.

## Ade e il suo regno
Il regno dell'Ade corrisponde più genericamente al mondo degli Inferi e in principio nella lingua greca antica solo il caso genitivo del nome della divinità era impiegato come abbreviazione per intendere la casa del dio dell'oltretomba. In seguito e per estensione, si cominciò a utilizzare il termine in tale significato anche nel nominativo. 

Nella mitologia latina inizialmente Plutone (l'alter ego latino di Ade) è dapprima definito come il Signore degli Inferi e solo successivamente Signore dell'Ade.

## Culto per Ade

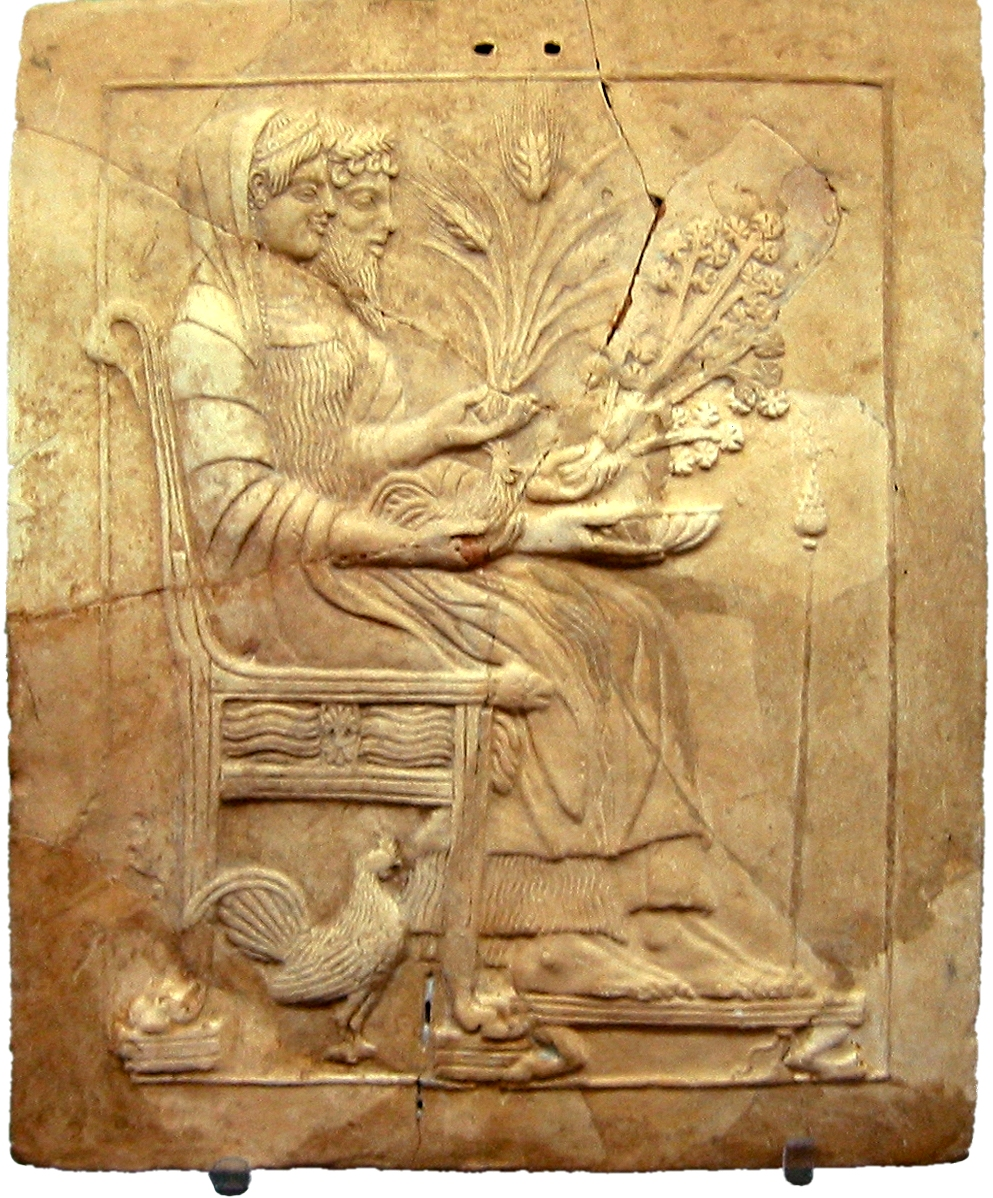
Pinax con Persefone e Ade su trono, V secolo a.C., da Locri Epizefiri, Italia (Reggio Calabria, Museo nazionale della Magna Grecia)

Per Ade si sacrificavano, principalmente nelle ore notturne, pecore o tori neri, e coloro che offrivano il sacrificio voltavano il viso, poiché guardare negli occhi Ade senza l'ordine o il permesso del dio avrebbe portato immediatamente alla morte. Il suo culto non era molto sviluppato ed esistono poche statue con sue raffigurazioni.
Euripide indica che Ade non riceveva libagioni rituali.
Il principale tempio di Ade, in comune con Persefone, si trova nell'Epiro, la casa di Ade, dove aveva sede il Nekromanteion, l'oracolo dei morti.
Dei pochi altri luoghi di culto a lui dedicati, uno dei più noti è in Samotracia (sebbene più propriamente dedicato a Pluto), mentre si suppone ne esistesse uno situato nell'Elide, a nord ovest del Peloponneso e un ulteriore a Eleusi, strettamente connesso con i misteri locali.
Un altro tempio, sempre in comune con Persefone, si trova in Turchia, a Ierapoli, dove i sacrifici veninano effettuati in corrispondenza della "porta dell'inferno".

## Iconografia
Veniva solitamente rappresentato come un uomo tenebroso, barbuto, freddo e serio, spesso seduto su un trono e dotato di una patera e di uno scettro, con il cane a tre teste protettore degli Inferi, Cerbero. A volte si trovava anche un serpente ai suoi piedi. Indossa molto spesso un elmo, oppure un velo che gli copre il volto e gli occhi.
Suo attributo era la cappa che rende invisibili.
Si hanno sue rappresentazioni in moltissimi contesti ceramici, soprattutto nelle pìnakes di Locri Epizefiri. Altri esempi si conoscono in alcuni affreschi della Tomba dell'Orco (altro nome del dio) a Tarquinia, mentre a Orvieto se ne ha una raffigurazione all'interno della Tomba Golini I. Per la Grecia si ricordano un trono del Partenone attribuito a Fidia e una base colonnare da Efeso, più esattamente dal Tempio di Artemide. Nel mondo romano i sarcofagi, soprattutto in età tardo antica, usavano rappresentare il ratto di Persefone e dunque una raffigurazione del dio infernale.
Molto famosa in epoca barocca la versione scultorea di Gian Lorenzo Bernini del Ratto di Proserpina, di estremo virtuosismo. Fra le versioni pittoriche dell'episodio si ricorda il Ratto di Proserpina di Rembrandt.

## Nella cultura di massa
Il dio, come altri tantissimi personaggi della mitologia greca è un punto di riferimento in varie forme d'arte, ma grazie alla versione disney, è spesso raffigurato come un essere diabolico.

### Cinema e televisione
- Ade è uno degli antagonisti nella serie TV C'era una volta.
- Ade è l'antagonista principale del film Scontro tra titani, per poi ritornare nel seguito, il film La furia dei titani, prima come antagonista, poi come alleato dei protagonisti.
- Appare anche nella serie animata Zig & Sharko.

### Versione Disney

Ade nella versione Disney.

- Ade è il principale antagonista del film d'animazione della Walt Disney Hercules del 1997 e anche della omonima serie animata spin-off del 1998. La versione Disney è stata poi usata nella serie videoludica Kingdom Hearts e nella serie ABC C'era una volta.
- Nell'ultimo film della trilogia Disney Descendants, Ade è l'ex marito di Malefica, cattiva del film La bella addormentata nel bosco, oltre a essere il padre di sua figlia, Mal, la protagonista della trilogia.

Ade, doppiato da James Woods (originale) e Massimo Venturiello (italiano), è il fratello di Zeus e Poseidone. A differenza della sua controparte mitologica, che è ritratta come una divinità temuta ma relativamente passiva, è un signore degli inferi irascibile, cinico, sarcastico, manipolatore, spietato, calmo e composto, ma anche involontariamente comico. Sebbene distruttivo e soggetto a grandi sbalzi d'umore, è un persuasivo e rapido parlatore e un abile negoziatore, che si comporta come un losco venditore di auto o un truffatore. Indossa una veste scura con una fibula/spilla a forma di teschio che gli allaccia il chitone e i suoi capelli sono una fiamma blu brillante che divampa ogni volta che si eccita o - più famoso - si accende di rosso ogni volta che si arrabbia. L'obiettivo che si pone è conquistare il Monte Olimpo con l'aiuto dei Titani liberati da lui ed entra in contrasto con Ercole in quanto le Parche hanno predetto al Dio dell'oltretomba che il giovane ragazzo è l'unico in grado di sconfiggerlo. Oltre ai Titani, il personaggio possiede un ampio numero di scagnozzi e alleati come i diavoletti Pena e Panico, Cerbero, il centauro Nesso, l'Idra e Megara.
- Si ritrova anche nella serie di Percy Jackson e gli dei dell'Olimpo, situata su Disney+.
- Nel musical è interpretato da Roger Bart.

### Letteratura
- Ade è presente nella saga letteraria Percy Jackson e gli dei dell'Olimpo, padre di Nico e Bianca di Angelo e, nella sua forma romana di Plutone, anche di Hazel Levesque.
- Ade è uno dei due personaggi principali de Il Giudizio di Persefone e di L'anima dell'acqua, entrambi libri di Giulia Calligola (i volumi sono, rispettivamente, il primo e il terzo della serie Dei della Nuova Era).
- Ade appare in svariati fumetti online e cartacei, in particolare su Webtoon. Il più conosciuto e popolare è Lore Olympus, di Rachel Smythe, che parla del mito di Ade e Persefone in un Monte Olimpo moderno su una terra rimasta all'era greca.
- Hades è un personaggio della saga letteraria Game of Gods

### Manga
- Ade è uno dei personaggi principali del manga e anime I Cavalieri dello zodiaco, in cui i protagonisti sono coinvolti in un combattimento finale contro di lui, quale dio degli Inferi.
- Ade appare nel manga Record of Ragnarok come settimo combattente per la fazione degli dei, affrontando l'imperatore cinese Qin Shi Huang.

### Videogiochi
- Ade è presente nella saga originale (ambientata in Grecia) del videogioco God of War; nel terzo capitolo è uno degli antagonisti principali, lo si dovrà affrontare e uccidere.
- Ade è uno degli dèi principali disponibili per la civiltà greca in Age of Mythology.
- Ade è l'antagonista principale dell'espansione Immortal Throne del videogioco Titan Quest.
- Ade è uno degli antagonisti principali del videogioco Horizon Zero Dawn, in cui vuole distruggere la Terra con delle macchine, simili ad animali.
- Ade è il vero pianificatore dietro gli eventi di tutti i giochi della serie Kid Icarus e antagonista, nonché vero signore degli inferi nel capitolo per 3DS, Kid Icarus: Uprising.
- Ade oltre al videogioco del film compare come antagonista ricorrente nella serie videoludica Kingdom Hearts, assieme ai suoi scagnozzi Pena e Panico.
- Ade ricopre il ruolo di antagonista principale nel videogioco Hades (2020), dove cerca di impedire al figlio Zagreus la fuga dal regno dei morti. Una volta uscito dal Tempio dello Stige corrompendo Cerbero, il protagonista dovrà affrontarlo in un duello, se riuscirà nell'impresa accederà al regno dei mortali dove incontrerà sua madre Persefone.
- Ade appare nel capitolo ambientato nella Grecia Classica di Assassin's Creed, Assassin's Creed Odyssey, ed è uno dei vari antagonisti che ostacoleranno la protagonista nei DLC aggiuntivi.

### Musical
- Ade è l'antagonista principale nel musical Hadestown.